# Serie A (2000/2001)
Serie A 2000/2001 – 99. edycja najwyższej w hierarchii klasy mistrzostw Włoch w piłce nożnej, organizowanych przez Lega Nazionale, które odbyły się od 30 września 2000 do 17 czerwca 2001. Mistrzem została Roma, zdobywając swój trzeci tytuł.

## Organizacja
Liczba uczestników pozostała bez zmian (18 drużyn). Vicenza, Napoli, Brescia i Atalanta awansowali z Serie B. Rozgrywki składały się z meczów, które odbyły się systemem kołowym u siebie i na wyjeździe, w sumie 34 rund: 3 punkty przyznano za zwycięstwo i po jednym punkcie w przypadku remisu, z możliwą dogrywką, rozstrzygać sytuacje ex aequo w końcowej klasyfikacji. Zwycięzca rozgrywek ligowych otrzymywał tytuł mistrza Włoch. Cztery ostatnie drużyny spadało bezpośrednio do Serie B.

## Drużyny
| Uczestnicy poprzedniej edycji                                                                                 | Uczestnicy poprzedniej edycji | Uczestnicy poprzedniej edycji | Uczestnicy poprzedniej edycji |
| --- | ----------------------------- | ----------------------------- | ----------------------------- |
| LAZ | Lazio                         | 1                             |                               |
| JUV | Juventus                      | 2                             |                               |
| MIL | Milan                         | 3                             |                               |
| INT | Inter Mediolan                | 4                             |                               |
| PAR | Parma                         | 5                             |                               |
| ROM | Roma                          | 6                             |                               |
| FIO | Fiorentina                    | 7                             |                               |
| UDI | Udinese                       | 8                             |                               |
| VER | Verona                        | 9                             |                               |
| PER | Perugia                       | 10                            |                               |
| BOL | Bologna                       | 11                            |                               |
| REG | Reggina                       | 12                            |                               |
| LCE | Lecce                         | 13                            |                               |
| BAR | Bari                          | 14                            |                               |
| Spadek z poprzedniej edycji                                                                                   |                               |                               |                               |
| TOR | Torino                        | 15                            |                               |
| VEN | Venezia                       | 16                            |                               |
| CAG | Cagliari                      | 17                            |                               |
| PIA | Piacenza                      | 18                            |                               |
| Awans z Serie B 1999/2000                                                                                     |                               |                               |                               |
| VIC | Vicenza                       | 1                             |                               |
| NAP | Napoli                        | 2                             |                               |
| BRE | Brescia                       | 3                             |                               |
| ATA | Atalanta                      | 4                             |                               |
| Oznaczenia: - kolumna pierwsza – skróty nazw drużyn, - kolumna trzecia – miejsce zajęte w poprzednim sezonie. |                               |                               |                               |

## Tabela
| Lp. | Drużyna        | M  | Z  | R  | P  | B+ | B- | +/– | Pkt | Kwalifikacja lub spadek                     |
| --- | -------------- | -- | -- | -- | -- | -- | -- | --- | --- | ------------------------------------------- |
| 1   | Roma (C)       | 34 | 22 | 9  | 3  | 68 | 33 | +35 | 75  | Kwalifikacja do Ligi Mistrzów               |
| 2   | Juventus       | 34 | 21 | 10 | 3  | 61 | 27 | +34 | 73  | Kwalifikacja do Ligi Mistrzów               |
| 3   | Lazio          | 34 | 21 | 6  | 7  | 65 | 36 | +29 | 69  | Kwalifikacja do Ligi Mistrzów               |
| 4   | Parma          | 34 | 16 | 8  | 10 | 51 | 31 | +20 | 56  | Kwalifikacja do Ligi Mistrzów               |
| 5   | Inter Mediolan | 34 | 14 | 9  | 11 | 47 | 47 | 0   | 51  | Kwalifikacja do Pucharu UEFA                |
| 6   | Milan          | 34 | 12 | 13 | 9  | 56 | 46 | +10 | 49  | Kwalifikacja do Pucharu UEFA                |
| 7   | Atalanta       | 34 | 10 | 14 | 10 | 38 | 34 | +4  | 44  |                                             |
| 8   | Brescia        | 34 | 10 | 14 | 10 | 44 | 42 | +2  | 44  | Kwalifikacja do rundy III Pucharu Intertoto |
| 9   | Fiorentina     | 34 | 10 | 13 | 11 | 53 | 52 | +1  | 43  | Kwalifikacja do Pucharu UEFA                |
| 10  | Bologna        | 34 | 11 | 10 | 13 | 49 | 53 | −4  | 43  |                                             |
| 11  | Perugia        | 34 | 10 | 12 | 12 | 49 | 53 | −4  | 42  |                                             |
| 12  | Udinese        | 34 | 11 | 5  | 18 | 49 | 59 | −10 | 38  |                                             |
| 13  | Lecce          | 34 | 8  | 13 | 13 | 40 | 54 | −14 | 37  |                                             |
| 14  | Verona         | 34 | 10 | 7  | 17 | 40 | 59 | −19 | 37  | Baraże o pozostanie                         |
| 15  | Reggina (R)    | 34 | 10 | 7  | 17 | 32 | 49 | −17 | 37  | Spadek do Serie B po barażach               |
| 16  | Vicenza (R)    | 34 | 9  | 9  | 16 | 37 | 51 | −14 | 36  | Spadek do Serie B                           |
| 17  | Napoli (R)     | 34 | 8  | 12 | 14 | 35 | 51 | −16 | 36  | Spadek do Serie B                           |
| 18  | Bari (R)       | 34 | 5  | 5  | 24 | 31 | 68 | −37 | 20  | Spadek do Serie B                           |

1. 1 2  Atalanta została sklasyfikowana wyżej dzięki różnicy bramek w meczach bezpośrednich Atalanta 2–0 Brescia, Brescia 0–3 Atalanta.
2. ↑  Brescia zakwalifikowała się do Pucharu Intertoto po rezygnacji Atalanty.
3. ↑  Fiorentina zakwalifikowała się do Pucharu UEFA jako zdobywca Pucharu Włoch.
4. 1 2 3  Lecce została sklasyfikowana wyżej dzięki liczbie punktów zdobytych w meczach bezpośrednich: Lecce: 10 pkt, Reggina: 4 pkt, Verona: 2 pkt.
5. ↑  Verona zwyciężyła w barażach o pozostanie z Regginą.
6. 1 2  Vicenza została sklasyfikowana wyżej dzięki liczbie punktów zdobytych w meczach bezpośrednich: Vicenza 2–0 Napoli, Napoli 1–2 Vicenza.

## Wyniki
Drużyny grają ze sobą dwa razy u siebie i na wyjeździe.
| Gospodarz \ Gość | ATA | BAR | BOL | BRE | FIO | INT | JUV | LAZ | LCE | MIL | NAP | PAR | PER | REG | ROM | UDI | VER | VIC |
| ---------------- | --- | --- | --- | --- | --- | --- | --- | --- | --- | --- | --- | --- | --- | --- | --- | --- | --- | --- |
| Atalanta         |     | 0–0 | 2–2 | 2–0 | 0–0 | 0–1 | 2–1 | 2–2 | 1–0 | 1–1 | 1–1 | 0–1 | 0–0 | 1–1 | 0–2 | 0–1 | 3–0 | 1–1 |
| Bari             | 0–2 |     | 2–0 | 1–3 | 2–1 | 1–2 | 0–1 | 1–2 | 3–2 | 1–3 | 0–1 | 0–1 | 3–4 | 2–1 | 1–4 | 2–1 | 1–1 | 2–2 |
| Bologna          | 0–1 | 4–2 |     | 1–0 | 1–1 | 0–3 | 1–4 | 2–0 | 2–2 | 2–1 | 2–1 | 2–1 | 3–2 | 2–0 | 1–2 | 1–1 | 1–0 | 1–1 |
| Brescia          | 0–3 | 3–1 | 0–0 |     | 1–1 | 1–0 | 0–0 | 0–1 | 2–2 | 1–1 | 1–1 | 0–0 | 1–0 | 4–0 | 2–4 | 3–1 | 1–0 | 2–1 |
| Fiorentina       | 1–1 | 2–2 | 1–1 | 2–2 |     | 2–0 | 1–3 | 1–4 | 2–0 | 4–0 | 1–2 | 0–1 | 3–4 | 2–1 | 3–1 | 2–1 | 2–0 | 3–2 |
| Inter Mediolan   | 3–0 | 1–0 | 2–1 | 0–0 | 4–2 |     | 2–2 | 1–1 | 0–1 | 0–6 | 3–1 | 1–1 | 2–1 | 1–1 | 2–0 | 2–1 | 2–0 | 1–1 |
| Juventus         | 2–1 | 2–0 | 1–0 | 1–1 | 3–3 | 3–1 |     | 1–1 | 1–1 | 3–0 | 3–0 | 1–0 | 1–0 | 1–0 | 2–2 | 1–2 | 2–1 | 4–0 |
| Lazio            | 0–0 | 2–0 | 2–0 | 2–1 | 3–0 | 2–0 | 4–1 |     | 3–2 | 1–1 | 1–2 | 1–0 | 3–0 | 2–0 | 0–1 | 3–1 | 5–3 | 2–1 |
| Lecce            | 0–2 | 2–0 | 0–0 | 0–3 | 1–1 | 1–2 | 1–4 | 2–1 |     | 3–3 | 1–1 | 1–2 | 2–2 | 2–1 | 0–4 | 2–1 | 4–2 | 3–1 |
| Milan            | 3–3 | 4–0 | 3–3 | 1–1 | 1–2 | 2–2 | 2–2 | 1–0 | 4–1 |     | 1–0 | 2–2 | 1–2 | 1–0 | 3–2 | 3–0 | 1–0 | 2–0 |
| Napoli           | 0–0 | 1–0 | 1–5 | 1–1 | 1–0 | 1–0 | 1–2 | 2–4 | 1–1 | 0–0 |     | 2–2 | 0–0 | 6–2 | 2–2 | 0–1 | 2–0 | 1–2 |
| Parma            | 2–0 | 4–0 | 0–0 | 3–0 | 2–2 | 3–1 | 0–0 | 2–0 | 1–1 | 2–0 | 4–0 |     | 5–0 | 0–2 | 1–2 | 2–0 | 1–2 | 0–2 |
| Perugia          | 2–2 | 4–1 | 1–3 | 2–2 | 2–2 | 2–3 | 0–1 | 0–1 | 1–1 | 2–1 | 1–1 | 3–1 |     | 1–1 | 0–0 | 3–1 | 1–0 | 1–0 |
| Reggina          | 1–0 | 1–0 | 2–1 | 0–3 | 1–1 | 2–1 | 0–2 | 0–2 | 0–1 | 2–1 | 3–1 | 2–0 | 0–2 |     | 0–0 | 1–1 | 1–1 | 1–0 |
| Roma             | 1–0 | 1–1 | 2–0 | 3–1 | 1–0 | 3–2 | 0–0 | 2–2 | 1–0 | 1–1 | 3–0 | 3–1 | 2–2 | 2–1 |     | 2–1 | 3–1 | 3–1 |
| Udinese          | 2–4 | 2–0 | 3–1 | 4–2 | 1–3 | 3–0 | 0–2 | 3–4 | 2–0 | 0–1 | 0–0 | 1–3 | 3–3 | 3–0 | 1–3 |     | 2–1 | 2–3 |
| Verona           | 2–1 | 3–2 | 5–4 | 2–1 | 2–1 | 2–2 | 0–1 | 2–0 | 0–0 | 1–1 | 2–1 | 0–2 | 2–1 | 0–3 | 1–4 | 1–1 |     | 1–0 |
| Vicenza          | 1–2 | 1–0 | 4–2 | 1–1 | 1–1 | 0–0 | 0–3 | 1–4 | 0–0 | 2–0 | 2–0 | 0–1 | 1–0 | 2–1 | 0–2 | 1–2 | 2–2 |     |

1. ↑  Mecz rozegrano na Stadio Giglio.
2. ↑  Mecz rozegrano na Stadio San Nicola.
3. ↑  Mecz rozegrano na Stadio San Nicola.
4. ↑  Mecz rozegrano na Stadio Artemio Franchi.
5. ↑  Mecz rozegrano na Stadio La Favorita.
6. ↑  Mecz rozegrano na Stadio Cibali.
7. ↑  Mecz rozegrano na Stadio Friuli.

## Baraże o pozostanie
| 21 czerwca 2001 | Verona · Laursen 61' | 1:0 | Reggina | Stadio Marcantonio Bentegodi, Werona Widzów: 24 733 Sędzia: Graziano Cesari (Genua) |
|                 |                      |     |         |                                                                                     |

| 24 czerwca 2001 | Reggina · Zanchetta 42' · Cozza 45+1' | 2:1Raport | Verona · Cossato 86' | Stadio Oreste Granillo, Reggio Calabria Widzów: 26 049 Sędzia: Stefano Braschi (Prato) |
|                 |                                       |           |                      |                                                                                        |

Reggina została zdegradowana do Serie B.

## Najlepsi strzelcy
| Bramki | Strzelcy          | Drużyna        |
| ------ | ----------------- | -------------- |
| 26 (2) | Hernán Crespo     | Lazio          |
| 24 (6) | Andrij Szewczenko | Milan          |
| 22 (3) | Enrico Chiesa     | Fiorentina     |
| 20 (1) | Gabriel Batistuta | Roma           |
| 18 (4) | Christian Vieri   | Inter Mediolan |
| 17 (6) | Dario Hübner      | Brescia        |
| 16 (2) | Giuseppe Signori  | Bologna        |
| 15     | Marco Di Vaio     | Parma          |
| 15     | Roberto Sosa      | Udinese        |
| 14     | David Trezeguet   | Juventus       |

## Skład mistrzów
| Zwycięzca Serie A 2000/01 |
| ------------------------- |
| Roma 3 Tytuł              |

| formacja | Piłkarz (liczba meczów)  |
| --- | ------------------------ |
| Antonioli Zebina Samuel Zago Cafu Tommasi Zanetti Candela Totti Batistuta Delvecchio | Francesco Antonioli (26) |
| Antonioli Zebina Samuel Zago Cafu Tommasi Zanetti Candela Totti Batistuta Delvecchio | Jonathan Zebina (22)     |
| Antonioli Zebina Samuel Zago Cafu Tommasi Zanetti Candela Totti Batistuta Delvecchio | Walter Samuel (31)       |
| Antonioli Zebina Samuel Zago Cafu Tommasi Zanetti Candela Totti Batistuta Delvecchio | Zago (28)                |
| Antonioli Zebina Samuel Zago Cafu Tommasi Zanetti Candela Totti Batistuta Delvecchio | Cafu (31)                |
| Antonioli Zebina Samuel Zago Cafu Tommasi Zanetti Candela Totti Batistuta Delvecchio | Damiano Tommasi (34)     |
| Antonioli Zebina Samuel Zago Cafu Tommasi Zanetti Candela Totti Batistuta Delvecchio | Cristiano Zanetti (27)   |
| Antonioli Zebina Samuel Zago Cafu Tommasi Zanetti Candela Totti Batistuta Delvecchio | Vincent Candela (33)     |
| Antonioli Zebina Samuel Zago Cafu Tommasi Zanetti Candela Totti Batistuta Delvecchio | Francesco Totti (30)     |
| Antonioli Zebina Samuel Zago Cafu Tommasi Zanetti Candela Totti Batistuta Delvecchio | Gabriel Batistuta (28)   |
| Antonioli Zebina Samuel Zago Cafu Tommasi Zanetti Candela Totti Batistuta Delvecchio | Marco Delvecchio (31)    |
| Antonioli Zebina Samuel Zago Cafu Tommasi Zanetti Candela Totti Batistuta Delvecchio | Trener: Fabio Capello    |
| Pozostałe piłkarze: Vincenzo Montella (28), Aldair (15), Gianni Guigou (15), Hidetoshi Nakata (15), Emerson (13), Marcos Assunção (12), Amedeo Mangone (11), Alessandro Rinaldi (9), Cristiano Lupatelli (8), Eusebio Di Francesco (5), Abel Balbo (2), Gaetano D’Agostino (1). |                          |